# روبن گارلینی
روبن گارلینی (انگلیسی: Ruben Garlini؛ زادهٔ ۲۷ مهٔ ۱۹۷۱) بازیکن فوتبال اهل ایتالیا است.
از باشگاه‌هایی که در آن بازی کرده‌است می‌توان به باشگاه فوتبال کومو، باشگاه فوتبال پرو ورچلی، و باشگاه فوتبال آتالانتا اشاره کرد.